# فتة موز
فتة موز طبق يمني حضرمي الأصل، البعض يسميه "مغذي جداً"، والبعض يطلق عليه فتة ملكي. تعد فتة الموز في المجتمعات غير الحضرمية وجبة ذات رونق مختلف، يأكلها الغني والفقير، وتتميز بسعرها الرخيص في الغالب.